# Naoto Hori
Pour les articles homonymes, voir Hori.
Naoto Hori (堀 直人, Hori Naoto), né le 28 novembre 1964, est un footballeur japonais.

## Biographie
Hori commence sa carrière en 1987 avec le club du All Nippon Airways (Yokohama Flügels), club de Japan Soccer League deuxième division. Il est champion de deuxième division en 1988 avec cette équipe, obtenant par la même occasion la montée en première division. Il dispute un total de 87 matchs en première division avec le club. En 1993, il met un terme à sa carrière de footballeur.